# 波木井長義
波木井 長義（はきり ながよし）は、鎌倉時代後期の御家人。諱は清長とも。仮名は弥六郎。

## 略歴
南部実長の四男（あるいは長男）。父・実長より甲斐国波木井郷の地頭職を継承し、長義も父や兄弟と同じく日蓮に深く帰依した。日蓮の入滅後、父・実長との意見の相違により日興が身延を下山すると、長義は誓状を立てて引き続き日興に師事し続けたといわれる。この為、日蓮宗富士門流では今日に至るまで正法堅持の人物であったとされている。出家後は日教と称した。
子に波木井長氏、波木井光氏、波木井実義、波木井政義、波木井行義、波木井光長らがあり、甲斐波木井郷は長男・長氏の家系が継承し波木井氏（波木井南部氏）として中世を通して存続した。